# Michel Kitabdjian
Michel Kitabdjian, né le 7 mai 1930 à Nice et mort le 18 mars 2020 à Nice, est un arbitre international français de football, d'origine arménienne.
Il a été arbitre de la Ligue du Sud-Est en 1955, interrégional deux ans plus tard, arbitre fédéral en 1959 et international en 1961. Il a arbitré de nombreux matchs internationaux dont la finale de la Coupe d'Europe des clubs Champions 1975. 